# 비키 카
비키 카(Vikki Carr, 본명(本名)은 Florencia Bisenta de Casillas Martinez Cardona, 1941년 7월 19일 ~ )는 미국의 여성 가수 및 작사가 겸 뮤지컬 배우이다.

## 생애
1962년 가수 첫 데뷔를 하였고 3년 후 1965년 뮤지컬 배우 데뷔하였다.

## 유명세
그녀는 보통적으로 대한민국 국내에서는 미국 남성 소프트 록 밴드 "어소시에이션(Association)"의 오리지널 원곡 작품인 《Never my love》라는 노래를 리메이크하여 히트한 가수로 널리 잘 알려져 있다.